# Rip van Winkle
Rip van Winkle es un cuento corto de Washington Irving, y también el nombre del protagonista. Fue parte de una colección de cuentos titulado The Sketch Book of Geoffrey Crayon, publicado por primera vez en 1819. La historia sigue a un aldeano neerlandés-estadounidense en la América colonial que se duerme en las montañas de Catskill de Nueva York y se despierta 20 años después. El relato fue escrito mientras Irving vivía con su hermana Sarah y su cuñado Henry van Wart en Birmingham, Inglaterra.
En el idioma inglés, se denomina «Rip van Winkle» a quien duerme por un largo período, o alguien que, inexplicablemente, no está al tanto de algo importante que ha sucedido.

## Trama
Rip Van Winkle se desarrolla en los años anteriores y posteriores a la Guerra Revolucionaria Americana en un pueblo al pie de las montañas de Catskill de Nueva York donde vive Rip Van Winkle, un aldeano neerlandés-estadounidense. Un día de otoño, Van Winkle deambula por las montañas con su perro llamado Wolf para escapar de las molestias de su esposa. Oye gritar su nombre y ve a un hombre con ropa neerlandesa anticuada; lleva un barril a la montaña y necesita ayuda. Juntos, los hombres y Wolf se dirigen a un hueco en el que Rip descubre la fuente de ruidos atronadores: un grupo de hombres adornados, silenciosos y con barba que juegan a los bolos de nueve pinos.
Van Winkle no pregunta quiénes son ni cómo saben su nombre. En cambio, comienza a beber un poco de su licor y pronto se queda dormido. Cuando se despierta en la montaña, descubre cambios impactantes: su mosquete está podrido y oxidado, su barba tiene un pie de largo y su perro no se encuentra por ningún lado. Regresa a su pueblo, donde no reconoce a nadie. Llega justo después de una elección, y la gente pregunta cómo votó. Sin haber votado nunca en su vida, se proclama un sujeto fiel del rey Jorge III, sin darse cuenta de que la Revolución estadounidense ha tenido lugar, y casi se mete en problemas con la gente del pueblo hasta que una anciana lo reconoce como el Rip Van Winkle perdido hace mucho tiempo.
El retrato del rey Jorge en el cartel de la posada ha sido reemplazado por uno de George Washington. Van Winkle se entera de que la mayoría de sus amigos cayeron luchando en la Revolución americana. También le molesta encontrar a otro hombre llamado Rip Van Winkle; es su hijo, ahora crecido. Van Winkle también descubre que su esposa murió hace algún tiempo, pero no le entristece la noticia. Se entera de que se rumorea que los hombres que conoció en las montañas son los fantasmas de la tripulación del barco de Henry Hudson, el Halve Maen. También se da cuenta de que ha estado fuera de la aldea durante al menos 20 años. Su hija adulta lo recibe y él reanuda su inactividad habitual. Los colonos neerlandeses toman en serio su extraña historia, especialmente los niños que dicen que, cada vez que se escuchan los truenos, los hombres en las montañas deben estar jugando a los bolos de nueve pinos.

## Adaptaciones
El cuento ha sido adaptado a distintos medios, desde obras de teatro a dibujos animados y películas. El actor Joseph Jefferson fue el más asociado con el personaje en el escenario del siglo XIX e hizo una serie de películas acerca del personaje empezando en 1896, la primera de las cuales está en el National Film Registry, el registro nacional de películas de los Estados Unidos de América. El hijo de Jefferson, Thomas, continuó el trabajo de su padre, y también encarnó al personaje en un número de películas a inicios del siglo XX. Asimismo, el personaje fue parte de la colección de revistas de historietas mexicanas de los años 60.
El episodio 24 de la segunda temporada de la serie La dimensión desconocida (The Twilight Zone) (1959-1964), llamado «Rip Van Winkle», basa su premisa en el cuento y coloca a un grupo de ladrones en un sueño de 100 años luego de haber cometido un atraco.
En 1987, se adaptó el relato para el primer episodio de la 6ta temporada de la serie Faerie Tale Theatre Contó con la actuación de Harry Dean Stanton y la dirección de Francis Ford Coppola.
El cuento contiene una Nota 1 al final, que no estaba en la primera edición original.
En el videojuego Red Dead Redemption 2 (2018), John Marston, quien es uno de los personajes principales, utiliza el alias Rip van Winkle cuando es interrogado por los agentes Andrew Milton y Edgar Ross de la Agencia Nacional de Detectives Pinkerton.